# Henrik 4. af Holsten
Henrik 4. (1397 – 28. maj 1427) var greve af Holsten og (ikke anerkendt) hertug af Sønderjylland, søn af grev Gerhard 6. og Elisabeth af Braunschweig.
Faderen faldt mod ditmarskerne, da Henrik var 7 år gammel, hvorefter han blev opdraget ved Erik af Pommerns hof i Danmark. I fortsættelse af dronning Margretes forsøg på at vinde Sønderjylland tilbage til kronen nægtede kongen at forlene ham med hertugdømmet, da han blev myndig, og i stedet tilkendte Danehoffet i Nyborg kongen lenet, fordi dets besiddere havde vendt sig mod riget.
Da holstenerne i 1417 kun havde slottet Gottorp tilbage, vendte lykken sig imidlertid, og Henrik, der nu trådte i forgrunden, kæmpede med stor udholdenhed og dygtighed. For at forsvare sig og sine brødre sag overfor kejser Sigismund, drog han personlig til Ungarn, men dér gik dommen ham imod (1424). Det lykkedes ham dog at trække Hansestæderne, der hidtil havde været kong Eriks forbundsfæller, over på sin side. I foråret 1427 belejrede de allierede Flensborg, men ved et natligt angreb på byen fandt Henrik sin død.